# Wereldkampioenschappen schermen 2014
De 62ste wereldkampioenschappen schermen werden gehouden in Kazan, Rusland van 15 tot en met 23 juli 2014. De organisatie lag in de handen van de FIE.

## Wedstrijdschema
| ● | Openingsceremonie | ● | Kwalificaties | ● | Finale |

| juli               | juli               | 15             | 16             | 17             | 18             | 19             | 20             | 21             | 22             | 23             | Totaal |
| ------------------ | ------------------ | -------------- | -------------- | -------------- | -------------- | -------------- | -------------- | -------------- | -------------- | -------------- | ------ |
| Ceremonies         | Ceremonies         |                |                |                | ●              |                |                |                |                |                |        |
| Degen individueel  | Degen individueel  |                |                | Mannen Vrouwen |                |                | Mannen Vrouwen |                |                |                | 2      |
| Degen ploegen      | Degen ploegen      |                |                |                |                |                |                |                | Mannen Vrouwen | Mannen Vrouwen | 2      |
| Floret individueel | Floret individueel |                | Mannen Vrouwen |                |                | Mannen Vrouwen |                |                |                |                | 2      |
| Floret ploegen     | Floret ploegen     |                |                |                |                |                |                | Mannen Vrouwen | Mannen Vrouwen |                | 2      |
| Sabel individueel  | Sabel individueel  | Mannen Vrouwen |                |                | Mannen Vrouwen |                |                |                |                |                | 2      |
| Sabel ploegen      | Sabel ploegen      |                |                |                |                |                | Mannen Vrouwen | Mannen Vrouwen |                |                | 2      |
| Totaal             | Totaal             |                |                |                | 2              | 2              | 2              | 2              | 2              | 2              | 12     |

## Medailles

### Mannen
| Onderdeel          | Goud | Goud                                                              | Zilver | Zilver                                                       | Brons   | Brons                                                          |
| ------------------ | ---- | ----------------------------------------------------------------- | ------ | ------------------------------------------------------------ | ------- | -------------------------------------------------------------- |
| Degen individueel  | FRA  | Ulrich Robeiri                                                    | KOR    | Park Kyoung-doo                                              | FRA ITA | Gauthier Grumier Enrico Garozzo                                |
| Floret individueel | RUS  | Aleksej Tsjeremisinov                                             | CHN    | Ma Jianfei                                                   | FRA RUS | Enzo Lefort Timoer Safin                                       |
| Sabel individueel  | RUS  | Nikolaj Kovaljov                                                  | KOR    | Gu Bon-gil                                                   | ROU RUS | Tiberiu Dolniceanu Aleksej Jakimenko                           |
| Degen ploegen      | FRA  | Gauthier Grumier Daniel Jérent Jean-Michel Lucenay Ulrich Robeiri | KOR    | Jung Jin-sun Kweon Young-jun Park Kyoung-doo Park Sang-young | SUI     | Peer Borsky Max Heinzer Fabian Kauter Benjamin Steffen         |
| Floret ploegen     | FRA  | Erwan Le Péchoux Enzo Lefort Julien Mertine Vincent Simon         | CHN    | Chen Haiwei Lei Sheng Ma Jianfei Shi Jialuo                  | ITA     | Valerio Aspromonte Giorgio Avola Andrea Baldini Andrea Cassarà |
| Sabel ploegen      | GER  | Max Hartung Nicolas Limbach Matyas Szabo Benedikt Wagner          | KOR    | Gu Bon-gil Kim Jung-hwan Oh Eun-seok Won Woo-young           | HUN     | Tamás Decsi Csanád Gémesi András Szatmári Áron Szilágyi        |

### Vrouwen
| Onderdeel          | Goud | Goud                                                                 | Zilver | Zilver                                                                  | Brons   | Brons                                                                      |
| ------------------ | ---- | -------------------------------------------------------------------- | ------ | ----------------------------------------------------------------------- | ------- | -------------------------------------------------------------------------- |
| Degen individueel  | ITA  | Rossella Fiamingo                                                    | GER    | Britta Heidemann                                                        | UKR EST | Jana Sjemjakina Erika Kirpu                                                |
| Floret individueel | ITA  | Arianna Errigo                                                       | ITA    | Martina Batini                                                          | TUN ITA | Inès Boubakri Valentina Vezzali                                            |
| Sabel individueel  | UKR  | Olga Charlan                                                         | USA    | Mariel Zagunis                                                          | RUS     | Jekaterina Djatsjenko Jana Jegorjan                                        |
| Degen ploegen      | RUS  | Tatjana Goedkova Violetta Kolobova Ljoebov Sjoetova Jana Zvereva     | EST    | Julia Beljajeva Irina Embrich Erika Kirpu Kristina Kuusk                | ITA     | Bianca Del Carretto Rossella Fiamingo Mara Navarria Francesca Quondamcarlo |
| Floret ploegen     | ITA  | Martina Batini Elisa Di Francisca Arianna Errigo Valentina Vezzali   | RUS    | Joelia Birjoekova Inna Deriglazova Larisa Korobejnikova Diana Jakovleva | FRA     | Astrid Guyart Ysaora Thibus Corinne Maîtrejean Gaëlle Gebet                |
| Sabel ploegen      | USA  | Ibtihaj Muhammad Anne-Elizabeth Stone Dagmara Wozniak Mariel Zagunis | FRA    | Cécilia Berder Saoussen Boudiaf Manon Brunet Charlotte Lembach          | UKR     | Olga Charlan Alina Komasjtsjoek Olena Voronina Olga Zjovnir                |

### Medaillespiegel
| Plaats | Land             | Goud | Zilver | Brons | Totaal |
| 1      | Italië           | 3    | 1      | 4     | 8      |
| 1      | Rusland          | 3    | 1      | 4     | 8      |
| 3      | Frankrijk        | 3    | 1      | 3     | 7      |
| 4      | Duitsland        | 1    | 1      | 0     | 2      |
| 4      | Verenigde Staten | 1    | 1      | 0     | 2      |
| 6      | Oekraïne         | 1    | 0      | 2     | 3      |
| 7      | Zuid-Korea       | 0    | 4      | 0     | 4      |
| 8      | China            | 0    | 2      | 0     | 2      |
| 9      | Estland          | 0    | 1      | 1     | 2      |
| 10     | Hongarije        | 0    | 0      | 1     | 1      |
| 10     | Roemenië         | 0    | 0      | 1     | 1      |
| 10     | Tunesië          | 0    | 0      | 1     | 1      |
| 10     | Zwitserland      | 0    | 0      | 1     | 1      |
| Totaal | Totaal           | 12   | 12     | 18    | 42     |